# 服部達哉 (競艇選手)
服部 達哉（はっとり たつや、1986年4月17日 - ）は、愛知県出身の競艇選手。登録番号4435。身長164cm。血液型A型。100期。愛知支部所属。同期に桐生順平、青木玄太、鎌倉涼らがいる。

## 来歴
- やまと競艇学校時代はリーグ戦勝率5.31（準優出3　優出1）の成績を残す。
- 2007年5月15日、常滑競艇場でデビュー（3着）。
- 2009年5月19日、常滑競艇場の「中日スポーツ杯争奪第13回ドラゴン大賞」初日1Rで初勝利（206走目）。
- 2011年10月10日、児島競艇場での「G3新鋭リーグ第17戦　第24回瀬戸の若鷲決定戦」で初優出（6着）[1]。